# Hlinkova mládež
Hlinkova mládež (též německy Hlinka-Jugend, zkráceně HM) byla polovojenská mládežnická organizace organizace slovenské klerofašistické politické strany HSLS v letech 1938 až 1945, tedy převážně v době existence tzv. Slovenského štátu. Organizačně byla spjata s Hlinkovou gardou. V letech 1939 až 1945 byla jedinou povolenou organizací slovenské mládeže.

## Historie
Založena byla roku 1938. Původně byla pojmenována po bývalém stranickém předákovi Andreji Hlinkovi, který však zemřel několik měsíců před jejím založením.
Cílem organizace bylo vychovávat mládež, která by byla zcela oddána myšlenkám posléze vzniknuvšího fašistického Slovenského státu, utvořeného v březnu 1939. Ve svých základech zároveň částečně vycházela také ze slovenského katolického skautingu. Zprvu fungovala jako chlapecká, záhy pak vznikla též její dívčí sekce. Hlinkova mládež mj. pořádala hromadná cvičení, letní tábory či aktivity základů bojové přípravy. Rovněž organizovala tzv. Dny Hlinkovy mládeže.
Jejími veliteli byli Matúš Černák (15. prosince 1938 až 28. dubna 1939) a Alojz Macek (1. května 1939 až 8. května 1945).
Její členové se posléze v řadách armády Slovenského státu podíleli na bojových operacích druhé světové války vedených silami Nacistického Německa. 
Hlinkova mládež oficiálně zanikla s osvobozením Československa 8. května 1945.
Slovenský Denník N roku 2017 uveřejnil článek, ve kterém předkládá důkazy o sexuálním zneužívání chlapců ze strany vedoucích HM.